# Microdon chrysopygus
Microdon chrysopygus är en tvåvingeart som först beskrevs av Giglio-tos 1892.  Microdon chrysopygus ingår i släktet myrblomflugor, och familjen blomflugor. Inga underarter finns listade i Catalogue of Life.